# Gemeinschaftsschule Saarbrücken-Dudweiler
Die Gemeinschaftsschule Saarbrücken-Dudweiler (bis 2012 Gesamtschule Sulzbachtal) ist eine integrierte Gesamtschule mit Team-Kleingruppen-Modell im Saarbrücker Stadtbezirk Dudweiler. Sie wurde im Jahr 1986 als erste Schule ihrer Art im Saarland gegründet. Schüler können dort den Hauptschulabschluss nach Klassenstufe 9 und den mittleren Bildungsabschluss nach Klassenstufe 10 erwerben. Zudem besteht die Möglichkeit, in der dort im Haus befindlichen gymnasialen Oberstufe, die in Kooperation mit den Gemeinschaftsschule Quierschied und Sulzbach betrieben wird, auch das Abitur abzulegen, sodass dort alle allgemeinbildenden Schulabschlüsse angeboten werden. Mit ca. 1100 Schülern ist sie neben dem Gymnasium am Rotenbühl (Saarbrücken) und dem Technisch-Wissenschaftlichen Gymnasium Saarlouis eine der größten weiterführenden Schulen im Saarland.

## Geschichte

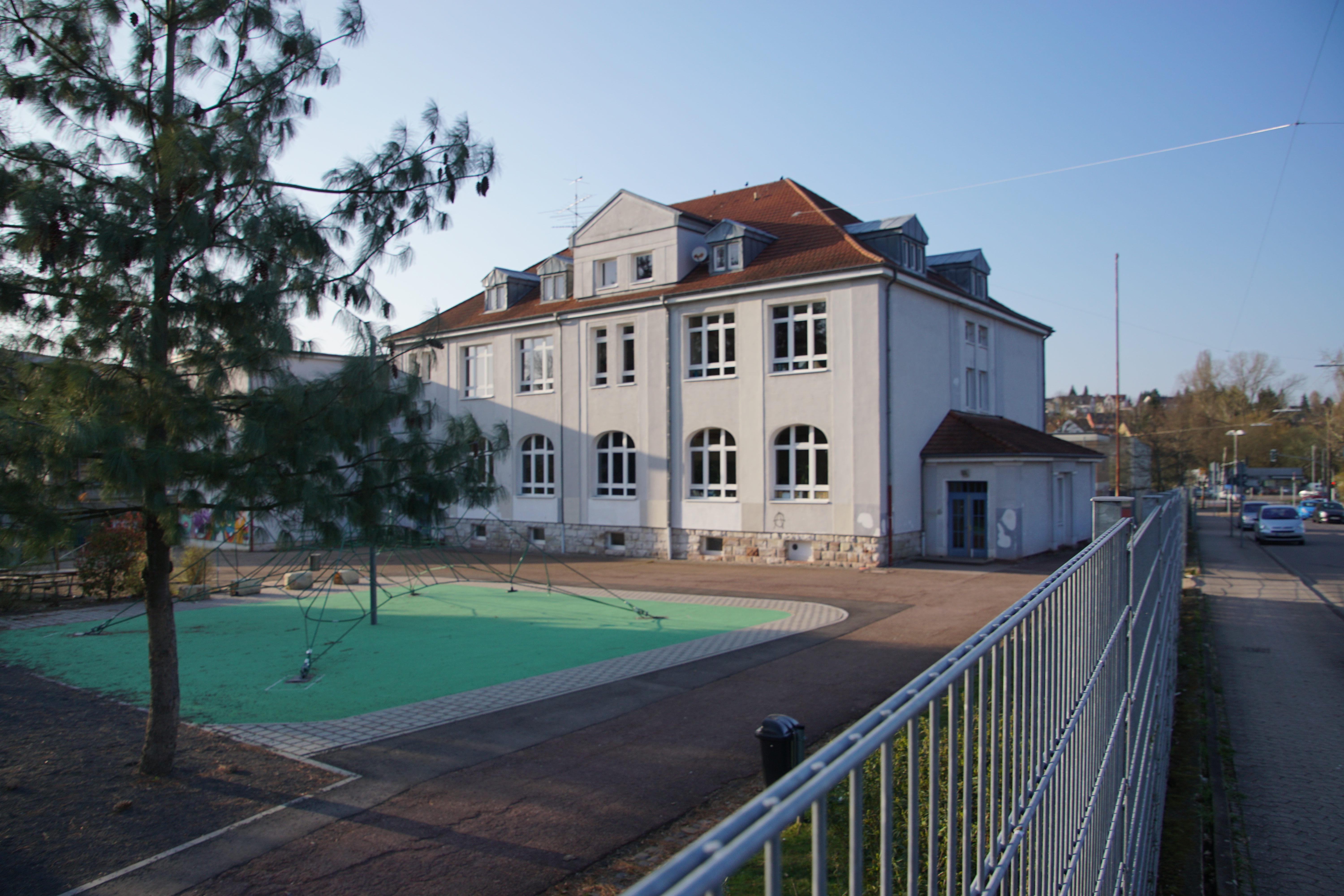
Altes Mühlenschulgebäude

Die Schule wurde 1986 auf Initiative der damaligen Landesregierung unter Ministerpräsident Oskar Lafontaine unter dem Namen Gesamtschule Sulzbach gegründet. Der erste Jahrgang wurde in den Räumen der Grundschule Melinschule der Stadt Sulzbach Saar untergebracht, in deren Trägerschaft sich die Schule auch zu Anfang befand. Weitere Jahrgänge wurden im ehemaligen Vopeliusgymnasium und in der Weiherwiesschule in Sulzbach-Neuweiler untergebracht, sodass die Schule auf drei unterschiedliche Standorte verteilt war. Dies war auf absehbare Zeit jedoch keine dauerhafte Lösung. Im Jahr 1991 bezog die Schule ihren heutigen Standort im Saarbrücker Stadtbezirk Dudweiler. Hierfür wurde das ehemalige neue Schulgebäude der Mühlenschule und der Kreisrealschule renoviert. Zudem ging die Trägerschaft von der Stadt Sulzbach in die Trägerschaft des damaligen Stadtverbandes Saarbrücken (heute Regionalverband Saarbrücken) und der Name wurde in Gesamtschule Sulzbachtal geändert. Darüber hinaus wurden auch für die damalige Zeit neue pädagogische Konzepte, wie das Arbeiten in Tischgruppen, das Projektlernen mit demokratischer Partizipation der Lernenden und der Einsatz von neuen Medien eingeführt, erprobt und weiterentwickelt.
Im Jahr 1994 wurde auch das zweite alte Schulgebäude, welches bis dahin noch auslaufende Jahrgänge der ehemaligen Mühlenschule beherbergte, ebenfalls übernommen. Im Jahr 2004 begannen weitere Umgestaltungsmaßnahmen im Gebäude. Es wurde eine Cafeteria eingerichtet. Außerdem wurde ein drittes Gebäude angebaut, in dem unter anderem die Nachmittagsbetreuung und ein weiterer Computerraum untergebracht sind.
Im Rahmen der durch die Jamaika-Koalition eingeführten Gemeinschaftsschule trägt die Schule seit dem Jahr 2012 den offiziellen Namen Gemeinschaftsschule Saarbrücken-Dudweiler.

## Differenzierung

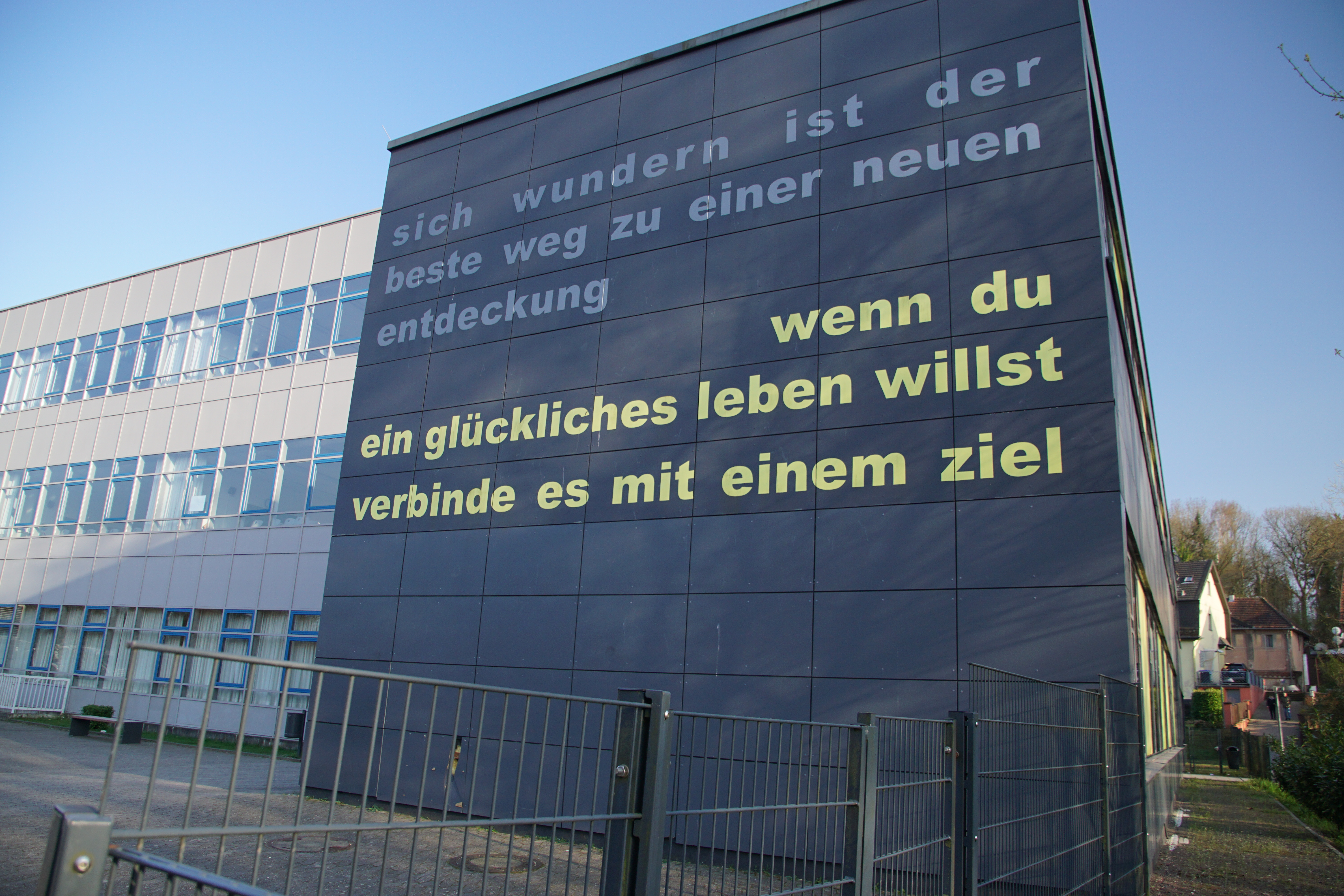

Wichtigstes pädagogisches Merkmal ist seit Beginn das Modell der Differenzierung in der Unter- und Mittelstufe. So werden in den Klassenstufen 5 und 6 zunächst alle Fächer im Klassenverband unterrichtet. Ab Klassenstufe 7 erfolgt für die Fächer Deutsch, Mathematik, 1. Fremdsprache, Physik und Chemie sukzessive eine Differenzierung in Grund-, Erweiterungs- und Aufbaukurse, die bei entsprechender Qualifikation über die Zulassung zu den Bildungsgängen Hauptschulabschluss, mittlerer Bildungsabschluss oder allgemeine Hochschulreife befähigen. Der Klassenverband bleibt jedoch bis einschließlich Klassenstufe 9 für andere Fächer (z. B. Musik, Kunst und Sport) erhalten. Zudem wählen die Schüler in den Klassenstufen 7 und 9 s.g. "Wahlpflichtbereiche", die auch wieder differenziert unterrichtet werden.

## Team-Kleingruppen-Modell
Eine weitere Besonderheit ist das Team-Kleingruppen-Modell, in dem Lehrkräfte entsprechenden Jahrgangsteams zugeordnet sind. Diese sind in der Nähe der Klassenzimmer des entsprechenden Jahrgangs in sogenannten Teamräumen dezentral untergebracht, sodass eine übersichtliche Struktur für die Schüler vorhanden ist. Zudem ist es üblich, dass jede Klasse von zwei Klassenlehrern (Tutoren) geleitet wird, nach Möglichkeit jeweils ein Lehrer und eine Lehrerin.

## Die gymnasiale Oberstufe
Im Schuljahr 1992/1993 trat der erste Jahrgang in die im Haus befindliche Gymnasiale Oberstufe ein. Im Schuljahr 1994/1995 legten die ersten 25 Schülerinnen und Schüler die Abiturprüfungen erfolgreich ab. Großer Vorteil für die Gemeinschaftsschulen im Saarland ist die Tatsache, dass dieses Bundesland zentrale Abschlussprüfungen für alle Schulabschlüsse, so auch das Abitur vorsieht, sodass die Bedingungen am Gymnasium bzw. der dort hauseigenen gymnasialen Oberstufe zu Beginn gleich waren. Mittlerweile besteht der Einzige unterschied darin, dass das Abitur mit der Einführung des G8 mittlerweile nach dem 12. Schuljahr und damit nach 8 Jahren abgelegt wird, während Schülerinnen und Schüler an der Gemeinschaftsschule das Abitur nach wie vor nach neun Jahren ablegen. Von 1997 bis 2015 wurde die gymnasiale Oberstufe in Kooperation mit der Gemeinschaftsschule Bellevue in Saarbrücken Seit 2015 kam die Gemeinschaftsschule am Ludwigspark zu dieser Kooperation hinzu. Seit dem Schuljahr 2018/2019 betreibt die Schule ihre gymnasiale Oberstufe gemeinsam mit Gemeinschaftsschulen in Sulzbach und Quierschied.

## Fachschwerpunkt Informatik
In den ersten Jahren entwickelte die Schule einen fachlichen Schwerpunkt für den Bereich Informatik. In diesem Rahmen war die Gesamtschule Sulzbachtal die erste Schule im Saarland, die im Jahr 1995 über das Deutsche Forschungsnetz einen Internetzugang erhielt. Zudem war das Belegen des Leistungskurses im Fach Informatik neben zwei weiteren Fächern aus dem Natur-, Gesellschafts- oder Sprachwissenschaftlichen Bereich verpflichtend. In den folgenden Jahren wurde diese Regelung jedoch wieder abgeschafft und so konnten die Leistungskurse entsprechend den allgemeinen Kriterien für das Saarland gewählt werden. Lediglich das Belegen des Fachs Informatik war ab der Klassenstufe 11 in Form des Grundkurses verpflichtend.

## Bläserklasse
Seit dem Schuljahr 2008/2010 bietet die Schule für die Klassenstufen 5 und 6 einen erweiterten Musikunterricht in Form einer Bläserklasse an und war damit erneut eine der ersten Schule im Saarland, die ein solches Angebot im Fächerkanon hatte. Schülerinnen und Schüler wählen diese Möglichkeit beim Eintritt in die Klassenstufe 5. Sie erlernen im Rahmen dieses Musikunterrichts ein Holz- oder Blechblasinstrument in Form von Gruppenunterricht sowie Register und Orchesterproben.

## Schulleiter
- 1986–2012: Ursula Gressung-Schlobach[8]
- 2012–2019: Wolfgang Dietrich[9][8]
- seit 2019: Elisabeth Haupenthal[10]

## Trivia
Die erste Schule am Ort der heutigen Gemeinschaftsschule Saarbrücken Dudweiler war eine sog. "Französische Domanialschule ", die Ostern 1924 ihren Betrieb aufnahm. Diese Schule wurde Später in "Mühlenschule" umbenannt. Die Sporthalle wurde im Jahr 1967 angebaut. Im Jahr 1973 wurde das zweite Gebäude als "neue Hauptschule" eingeweiht. In Anlehnung daran heißt die Straße, in sich die Schule befindet auch heute noch "An der Mühlenschule". Auch im Volksmund wird die Schule heute noch fälschlicherweise gelegentlich als "Mühlenschule" bezeichnet. 